# Ханжиян, Аршалуйс Киворковна
Аршалу́йс Киво́рковна Ханжия́н (арм. Արշալույս Խանջյան, англ. Arshaluys Khanjian; 27 декабря 1913 — 16 февраля 1998) — хранительница солдатских могил.
В годы Великой Отечественной войны, когда шли ожесточенные бои неподалеку от хутора Поднависла под Горячим Ключом, помогала врачам и санитарам, ухаживала за ранеными солдатами. Когда советские войска сломили сопротивление немцев и пошли дальше, Аршалуйс Ханжиян осталась в Поднависле и всю жизнь ухаживала за братскими могилами, храня память о погибших.

## Биография
Аршалуйс Киворковна Ханжиян родилась 27 декабря 1913 года. Отец — Ханжиян Киворк Хачикович (1875 — 1956), мать — Ханжиян (Мелидонян) Зайтар Калустовна (1878 — 1973). В семье Киворка и Зайтар Ханжиянов росло 12 детей.
Аршалуйс Киворковна Ханжиян прошла табаководческие курсы в Краснодаре, работала в табаководческой бригаде звеньевой. В 1946—1949 годах работала в сельскохозяйственной артеле (колхоз) «Путь Ленина» Безымянного сельского Совета. Была комсомолкой. В годы Великой Отечественной войны помогала капитану медицинской службы Вере Дубровской и ухаживала за ранеными солдатами, а умерших хоронила сама, прямо во дворе.
До конца жизни присматривала за братскими могилами. В доме Аршалуйс не было электричества, однако предложения родных переселиться в село Фанагорийское она отвергала. Удалось Аршалуйс отстоять могилы и когда по решению местных властей участок хотели отдать под лесозаготовку.
После ухода Аршалуйс Ханжиян из жизни место хранительницы солдатских могил заняла её племянница Галина.

## Память
Подвиг Аршалуйс прогремел на всю Кубань в середине 90-х, когда в местной прессе появились первые статьи о ней.
17 февраля 1997 года во Всероссийском конкурсе «Женщина и мужчина-97», проведённом Движением женщин России, Аршалуйс Ханжиян признали Женщиной 1997 года в номинации «Жизнь-судьба». В 1998 году Аршалуйс Ханжиян было присвоено звание Почетного гражданина Горячего Ключа. В городском историческом музее им. И. Д. Попко представлена экспозиция, посвященная А. К. Ханжиян.
В ноябре 2015 года в Горячем Ключе на народные средства (около миллиона рублей) установили памятник Аршалуйс. Деньги на открытие монумента восемь лет собирала вся Кубань.
Работу над памятником выполнил заслуженный художник России Владимир Жданов. Работа над монументом заняла несколько лет. Закончили проект ученики скульптора, ушедшего из жизни за год до завершения проекта. Бронзовая женщина в платке, присев на скамейку рядом с простреленной солдатской каской, в центре Горячего Ключа, возле мемориального комплекса «Вечный огонь», продолжает хранить память о погибших.

## Фильмы об Аршалуйс Ханжиян
- Художественный фильм «Аршалуйс», Кинокомпания HAYK, 2018 год[10].
- Документальный фильм «Здравствуй Аршалуйс», Ростовская студия кинохроники, 1985[11]
- Документальный фильм «Аршалуйс свет звезды», Совет ветеранов Краснодарского Университета МВД РФ, 2016 год[12]